# Teorema di Weierstrass

Una funzione continua nell'intervallo [a,b] ammette un massimo e un minimo, rispettivamente in c e in d

In analisi matematica, il teorema di Weierstrass è un importante risultato riguardo all'esistenza di massimi e minimi di funzioni di variabile reale. Il teorema può essere esteso anche a funzioni reali definite in generale su spazi topologici (e dunque anche su qualsiasi spazio metrico).

## Enunciato, per funzioni reali a una variabile reale
Sia {\displaystyle [a,b]\subset \mathbb {R} } un intervallo chiuso e limitato non vuoto e sia {\displaystyle f\colon [a,b]\to \mathbb {R} } una funzione continua. Allora {\displaystyle f(x)} ammette (almeno) un punto di massimo assoluto e un punto di minimo assoluto nell'intervallo {\displaystyle [a,b]}.

### Dimostrazione con la nozione di compattezza
Poiché {\displaystyle f} è una funzione continua, essa trasforma insiemi compatti in insiemi compatti. Dato che {\displaystyle [a,b]} è un intervallo chiuso e limitato, per il teorema di Heine-Borel è un compatto; quindi anche la sua immagine mediante {\displaystyle f} sarà un compatto di {\displaystyle \mathbb {R} }, e dunque è provvista di massimo e minimo, ovvero {\displaystyle f} assume un valore massimo e uno minimo in essa. Le loro controimmagini in {\displaystyle [a,b]} sono rispettivamente un punto di massimo e uno di minimo assoluti.

### Dimostrazione con successioni di punti
Poniamo {\displaystyle s=\sup f([a,b])} e individuiamo una successione {\displaystyle (y_{n})_{n\in \mathbb {N} }}, {\displaystyle y_{n}\in f[a,b]}, tale che {\displaystyle y_{n}\rightarrow s} per {\displaystyle n\rightarrow \infty }. Questa successione certamente esiste: infatti dalla definizione di estremo superiore segue che: 
- se {\displaystyle s\in \mathbb {R} }, allora {\displaystyle \forall n\in \mathbb {N} \;\exists y_{n}\in f([a,b])} tale che {\displaystyle s-{\frac {1}{n}}\leq y_{n}\leq s}.
- se {\displaystyle s=+\infty }, allora {\displaystyle \forall n\in \mathbb {N} \;\exists y_{n}\in f([a,b])} tale che {\displaystyle n\leq y_{n}}.

Per ogni {\displaystyle n} scegliamo ora {\displaystyle t_{n}\in [a,b]} tale che {\displaystyle f(t_{n})=y_{n}}. Siccome {\displaystyle [a,b]} è limitato, la successione {\displaystyle (t_{n})_{n\in \mathbb {N} }} è limitata, quindi per il teorema di Bolzano - Weierstrass ammette una sottosuccessione {\displaystyle (t_{n_{k}})_{k\in \mathbb {N} }} convergente; sia {\displaystyle x_{2}\in [a,b]} il suo limite per {\displaystyle k\to \infty .} Per la continuità di {\displaystyle f}, abbiamo  {\displaystyle y_{n_{k}}=f(t_{n_{k}})\rightarrow f(x_{2})} per {\displaystyle k\rightarrow \infty .} D'altra parte {\displaystyle y_{n_{k}}\to s} per {\displaystyle k\rightarrow \infty }. Per il teorema dell'unicità del limite si ha che {\displaystyle s\in \mathbb {R} } e  {\displaystyle s=f(x_{2})}. Abbiamo quindi dimostrato che la funzione {\displaystyle f} assume in {\displaystyle x_{2}} il suo valore massimo.
Similmente si dimostra anche l'esistenza di un punto {\displaystyle x_{1}} dove la funzione assume il suo valore minimo assoluto.

## Necessità delle ipotesi
Chiaramente il fatto che una funzione non soddisfi le ipotesi del teorema di Weierstrass, non implica che non esistano massimo o minimo della funzione; semplicemente, rinunciando alle condizioni di Weierstrass, la loro esistenza non è garantita.
Inoltre, come si vedrà nei controesempi, queste sono le ipotesi più larghe possibili per cui vale l'enunciato stesso. Il teorema non vale se cade anche solo una delle tre ipotesi.

Controesempio nº1. La funzione nell'intervallo ridefinita in non è continua. Il teorema di Weierstrass non è quindi valido.

- {\displaystyle f} non continua: Si consideri {\displaystyle f:[-1,1]\to \mathbb {R} } tale che {\displaystyle f(x)=|x|} per {\displaystyle x\not =0} e {\displaystyle f(0)=1}, che non è continua in {\displaystyle x=0}. Il teorema non è applicabile, infatti non ha un minimo ma solo un estremo inferiore uguale a {\displaystyle 0}.
- L'intervallo non è chiuso: Si consideri {\displaystyle f:[0,1)\to \mathbb {R} ,x\mapsto x}. Essa è continua nell'intervallo limitato {\displaystyle [0,1)}, che però non è chiuso. Il teorema non è applicabile, infatti non ha un massimo ma solo un estremo superiore uguale a {\displaystyle 1}.
- L'intervallo non è limitato: Si consideri {\displaystyle f:[0,+\infty )\to \mathbb {R} ,x\mapsto \arctan(x)}. Essa è continua {\displaystyle [0,+\infty )}, tuttavia l'intervallo è illimitato. Il teorema non è applicabile, infatti non ha un massimo ma solo un estremo superiore uguale a {\displaystyle \pi /2}.

## Spazi topologici
Il teorema nell'ambito degli spazi topologici ha la seguente forma:
Sia {\displaystyle (X,{\mathcal {T}})} uno spazio topologico e sia {\displaystyle f\colon X\to \mathbb {R} } continua in {\displaystyle X}. Allora se {\displaystyle X} è uno spazio compatto, {\displaystyle f(x)} ammette massimo e minimo assoluti in {\displaystyle X}. Equivalentemente il teorema vale per i sottoinsiemi compatti di {\displaystyle X}. La dimostrazione è quella riportata sopra usando la nozione di compattezza.

## Importante conseguenza
Il teorema rese necessario un cambiamento della definizione originaria di massimo/minimo assoluto, la quale originariamente recitava "{\displaystyle x_{0}} è il punto di massimo assoluto di una funzione {\displaystyle f(x)} se {\displaystyle f(x)<f(x_{0})} per qualsiasi valore di {\displaystyle x} escluso {\displaystyle x_{0}}" e analogamente per il minimo assoluto. Secondo questa definizione, funzioni come {\displaystyle \sin(x)} potrebbero non avere massimi né minimi assoluti in un intervallo sufficientemente ampio, in quanto può esserci più di un valore di {\displaystyle x} che ha come immagine l'estremo superiore o inferiore del codominio. A partire dalla formulazione del teorema di Weierstrass, tutti i valori {\displaystyle x_{0},x_{1},x_{2},\dots } che hanno come immagine uno stesso valore {\displaystyle y_{max}} estremo del codominio si considerano tutti egualmente punti di massimo e minimo assoluti, sicché la nuova definizione, ancora adesso adottata, è "{\displaystyle x_{0}} è un punto di massimo assoluto di una funzione {\displaystyle f(x)} se {\displaystyle f(x)\leq f(x_{0})} per qualsiasi valore di {\displaystyle x}" e analogamente per il minimo assoluto.